# Edmund Glaise-Horstenau
Edmund Glaise-Horstenau (ou Edmund Glaise von Horstenau) (27 février 1882 à Braunau am Inn, Autriche-Hongrie – 20 juillet 1946 à Nuremberg, Allemagne) était un officier de l’armée autrichienne, puis de la Wehrmacht. Membre du parti nazi autrichien, il a participé au gouvernement comme ministre sans portefeuille, puis comme vice-chancelier. Durant la Seconde Guerre mondiale, nommé représentant allemand à Zagreb auprès de l'État indépendant de Croatie, il a participé aux opérations militaires en Croatie et notamment à la lutte contre les partisans. Il se suicida avant d’être jugé à Nuremberg.

## Biographie
Issu d’une famille d’officiers, Edmund Glaise-Horstenau entre très tôt à l’école militaire, après le décès prématuré de son père, puis poursuit ses études à l'Académie militaire thérésienne, à Wiener Neustadt. Officier en 1903, il suit une formation d’officier d’état-major à l’école de guerre. En 1913, il est promu capitaine et affecté aux archives militaires autrichiennes.
Durant la Première Guerre mondiale, après avoir brièvement combattu sur le front en Galicie en 1915, il est chargé du département pour la presse et la politique au sein du commandement suprême de l’armée autrichienne. Après la fin du conflit, il reprend ses fonctions aux archives militaires, dont il devient le directeur de 1925 et 1938.
De 1924 à 1934, il travaille également au sein du service de renseignement de l’armée, où il atteint le grade de colonel. Il décroche un doctorat à l’université de Munich en 1932.
Au milieu des années 1930, il est le numéro deux du parti nazi autrichien, dirigé par Arthur Seyss-Inquart. Après de fortes pressions exercées par Adolf Hitler, il entre dans le gouvernement du chancelier Kurt von Schuschnigg en 1934, comme ministre sans portefeuille. Il occupe ensuite le poste de ministre de l’intérieur de 1936 à 1938. Lors de l’entrevue entre Hitler et Schuschnigg du 12 février 1938 à Berchtesgaden, le Führer formule au chancelier autrichien ses exigences, parmi lesquelles figurent la nomination de Glaise-Horstenau comme ministre de la guerre au sein d’un nouveau gouvernement pro-nazi, et la mise en place d’étroites relations opérationnelles entre les armées allemandes et autrichiennes.
Après un mois de manœuvres diplomatiques, Schuschnigg abat sa dernière carte : il décide d’organiser un plébiscite, pour demander à la population si elle souhaite une union avec l’Allemagne ou si elle ne la souhaite pas ; le 9 mars 1938, il annonce que ce plébiscite sera organisé le 13 mars. Cette décision suscite de violentes réactions à Berlin, où Glaise-Horstenau et d’autres nazis autrichiens sont appelés pour des discussions avec Hitler. Le 11 mars, Glaise-Horstenau revient en Autriche porteur des instructions d’Hitler pour empêcher le plébiscite, qu’il transmet à Seyss-Inquart. À contrecœur, Suschnigg accepte de ne pas organiser la consultation prévue, après avoir été informé qu’il ne pouvait pas compter sur les forces de police, fortement infiltrées par les nazis.
Glaise-Horstenau est vice-chancelier pendant deux jours, du 11 au 13 mars 1938, dans le gouvernement de transition dirigé par Seyss-Inquart. Avec l’entrée de troupes allemandes en Autriche, le 11 mars, et la ratification de l’Anschluss, le 10 avril, Glaise-Horstenau passe à l’arrière-plan, au moment où l’Autriche perd son indépendance et est intégrée au Reich en tant que province d’Ostmark. S’il devient membre du Reichstag et reçoit un grade honorifique dans la SA, il s’agit de fonctions qui ne lui donnent aucun pouvoir d’influence.
En novembre 1939, il est nommé général sans affectation au sein de l’OKW. Après l’invasion de la Yougoslavie en avril 1941, il est affecté en Croatie. À la suite de tensions avec les alliés italiens et avec le régime croate oustachi, Ante Pavelić obtient son rappel en Allemagne en septembre 1944.
Glaise-Horstenau se suicide au camp de prisonniers de Langwasser, près de Nuremberg, le 20 juillet 1946.